# 花甸小狭口蛙
花甸小狭口蛙（学名：Glyphoglossus huadianensis），一种分布于中华人民共和国云南省西北部大理白族自治州和丽江市等地区的两栖动物，隶属于姬蛙科小狭口蛙属。模式产地为大理市喜洲镇花甸坝。

## 形态特征
花甸小狭口蛙体型中等，雄蛙体长34.8～37.8毫米。身体背部呈黄棕色，具黑色斑点；体侧为淡黄色，具有褐色斑点；大腿后部和肛门口周围具有黄底棕纹的网状斑纹；腹股沟处具有一对明显的镶黄边的黑色大圆斑。